# Drager (maattheorie)
In de maattheorie, een deelgebied van de wiskunde, is de drager of support (soms ook topologische drager genoemd) van een maat op een meetbare topologische ruimte een meetbaar deel van de ruimte, waar de maat "leeft", d.w.z dat geen enkel punt in de drager een omgeving heeft met maat 0. 

## Definitie
Laat {\displaystyle (X,T)} een topologische ruimte zijn en {\displaystyle {\mathcal {B}}(T)} de borelstam op {\displaystyle X}, dus de kleinste sigma-algebra op {\displaystyle X} die alle open verzamelingen bevat. De drager of support   van de maat {\displaystyle \mu } op {\displaystyle (X,{\mathcal {B}}(T))} is de deelverzameling {\displaystyle \mathrm {supp} (\mu )} van {\displaystyle X} waarvoor elke open omgeving van elk punt {\displaystyle x\in \mathrm {supp} (\mu )} positieve maat heeft:
{\displaystyle \mathrm {supp} (\mu )=\{x\in X\mid N\in T\ {\text{en}}\ x\in N\Rightarrow \mu (N)>0\}}
De drager van {\displaystyle \mu } is het complement van de grootst mogelijke open nulverzameling in {\displaystyle X}